# Testemunho de gelo

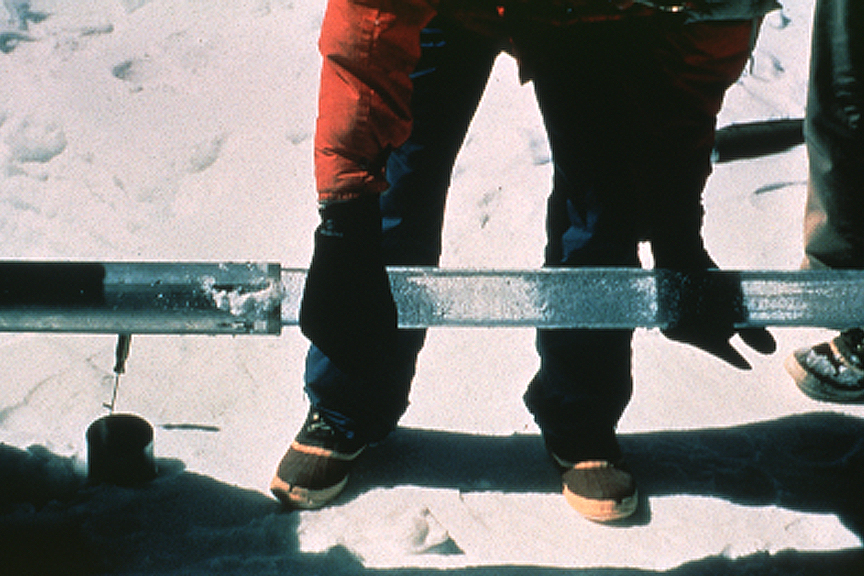
Amostra de núcleo de gelo retirada da broca. Foto de Lonnie Thompson, Estação Byrd.

Um testemunho de gelo, tarolo de gelo ou núcleo de gelo é uma amostra central que normalmente é removida de uma camada de gelo ou uma geleira de montanha alta. Uma vez que o gelo se forma a partir do acúmulo incremental de camadas anuais de neve, as camadas inferiores são mais antigas do que as superiores, sendo que um núcleo de gelo contém gelo formado ao longo de um intervalo de vários anos. Os núcleos são perfurados com um trado ou brocas motorizadas; eles podem atingir profundidades de mais de 3,2 km e conter gelo até 800 mil anos.
As propriedades físicas do gelo e do material preso nele podem ser usadas para reconstruir as condições climáticas ao longo da faixa etária do núcleo. As proporções de diferentes isótopos de oxigênio e hidrogênio fornecem informações sobre temperaturas antigas. Além disto, o ar preso em pequenas bolhas no gelo pode ser analisado para determinar o nível de gases atmosféricos, como o dióxido de carbono. Como o fluxo de calor em uma camada de gelo grande é muito lento, a temperatura do furo é outro indicador da temperatura no passado. Esses dados podem ser combinados para encontrar o modelo climático que melhor se adapte a todos os dados disponíveis.
As impurezas nos núcleos de gelo podem depender da localização. As áreas costeiras são mais propensas a incluir material de origem marinha, como os íons do mar. Os núcleos de gelo da Gronelândia contêm camadas de poeira soprada pelo vento que se correlacionam com períodos frios e secos no passado, quando os desertos frios eram varridos pelo vento. Elementos radioativos, de origem natural ou criados por testes nucleares, podem ser utilizados para datar as camadas de gelo. Alguns eventos vulcânicos que foram suficientemente poderosos para enviar material em todo o mundo deixaram uma assinatura em muitos núcleos diferentes que podem ser usados para sincronizar suas escalas de tempo.
Os núcleos de gelo foram estudados desde o início do século XX e vários núcleos foram perfurados como resultado do Ano Geofísico Internacional (1957-1958). Foram alcançadas profundidades de mais de 400 m, um recorde que se ampliou na década de 1960 para 2164 metros na Estação Byrd na Antártida. Os projetos soviéticos de perfuração de gelo na Antártida incluem décadas de trabalho na Estação Vostok, com o núcleo mais profundo atingindo os 3769 m. Vários outros núcleos profundos na Antártida foram concluídos ao longo dos anos, incluindo o projeto da Camada de Gelo da Antártica Ocidental e núcleos gerenciados pelo British Antarctic Survey e pela International Trans-Antarctic Scientific Expedition. Na Groenlândia, uma série de projetos colaborativos começou na década de 1970 com o Greenland Ice Sheet Project; tem havido múltiplos projetos de acompanhamento, com o mais recente, o East Greenland Ice-Core Project, que deverá completar um núcleo profundo no leste da Groenlândia em 2020.